# Сулейман, Аянлех
Аянлех Сулейман — джибутийский бегун на средние дистанции, который специализируется в беге на 1500 метров. Серебряный призёр чемпионата Африки 2012 года. На чемпионате мира в помещении 2012 года занял 5-е место. Серебряный призёр мемориала Фанни Бланкерс-Кун 2012 года с национальным рекордом 3.30,31.
Победитель соревнований PSD Bank Meeting 2013 года с национальным рекордом 3.36,13.
В настоящее время владеет рекордами Джибути на всех дистанциях от 800 до 3000 метров.
Победитель соревнований XL Galan 2013 года на дистанции 1000 метров с личным рекордом 2.17,05.
2014 год начал со второго места на соревнованиях XL Galan в беге на 1500 метров 31 мая он стал победителем Prefontaine Classic в беге на 1 милю, установив национальный рекорд — 3.47,32.
17 февраля 2016 года в Стокгольме на Globen Galan установил высшее мировое достижение в беге на 1000 метров: 2.14,20.
На Олимпийских играх 2016 года занял 4-е место в финале на дистанции 1500 метров, проиграв чемпиону всего 0,29 сек.